# 扇ゆずは
扇 ゆずは（おうぎ ゆずは、8月3日 - ）は、日本の漫画家、イラストレーター。女性。東京都出身、在住。血液型はO型。

## 概要
- 主にボーイズラブ系作品で活躍。
- 2003年にファースト単行本『嵐が丘』にてデビュー。
- 主に角川書店から発行されての漫画雑誌『CIEL』で活動。

## 作品リスト

### 単行本
- 嵐が丘（2003年、GUSH COMICS）
- BROTHER（2004年 - 2006年、GUSH COMICS、全2巻）
- スタアな恋（2004年、JUNEコミックス）
- 浴びる純情（2005年、GUSH COMICS）
- GUSH mania EXアツアツ（2005年、GUSH mania COMICS）
- スタアに愛（2006年、JUNEコミックス ピアスシリーズ）
- DARLING（2007年 - 2011年、Dariaコミックス、全4巻）
- 東京・心中（2007年 - 2008年、あすかコミックスCL-DX、全2巻）
  - 東京・心中（2013年、ディアプラス・コミックス、全2巻）
- レオパード白書（2009年 - 2014年、ディアプラスコミックス、全7巻）
  - レオパード飼育書 電子限定スピンオフ（2012年）
- ラヴァーズ・サマー 完全版（2011年、ジュネット文庫）
- STAR☆Right（2013年、ディアプラス・コミックス）
  - STAR☆Knight（2014年、ディアプラス・コミックス）
  - STAR☆Flight（2016年、ディアプラス・コミックス）
- ジュリアが首ったけ（2014年 - 、ビーボーイコミックス、既刊7巻）※2024年6月現在